# Christian Otto Mohr
Christian Otto Mohr, nemški gradbeni inženir, * 8. oktober 1835, Wesselburen, Nemčija, † 2. oktober 1918, Dresden, Nemčija.

## Življenje in delo
Mohr se je rodil v družini posestnika. S šestnajstimi leti se je vpisal na Politehniško šolo v Hannovru.
Leta 1855 je začel delati kot inženir pri hannovrskih in oldenburških državnih železnicah. Skonstruiral je nekaj znanih mostov in med prvimi uporabljal jeklene mostne okvirje in rešetke.
Že pri delu na železnici se je začel zanimati za teorije v mehaniki in trdnost. Leta 1867 je postal profesor mehanike na Politehniki v Stuttgartu, leta 1873 pa na Politehniki v Dresdnu. Bil je neposreden in preprost predavatelj. Poleg učbenika je objavil več raziskovalnih člankov o teoriji struktur in trdnosti materialov.
Leta 1874 je formaliziral zamisel o statistično določeni strukturi.
Navdušen je bil nad grafičnimi orodji in je razvil metodo za vizualno predstavitev mehanske napetosti v treh razsežnostih, ki jo je pred njim predlagal Culmann. Leta 1882 je razvil znano grafično metodo za analizo napetosti, znano kot Mohrov krog, in jo uporabil za zgodnjo teorijo napetosti na podlagi strižne napetosti. Razvil je tudi Williot-Mohrov diagram za premike rešetk in Maxwell-Mohrovo metodo za analizo statistično nedoločenih struktur. Metoda je uporabna tudi pri določevanju premika vozlišč rešetk in sil, ki delujejo nanje. Maxwell-Mohrova metoda velja tudi kot metoda virtualnih sil za predimenzionirane rešetke.
V letu 1900 se je upokojil, vendar je v Dresdnu nadaljeval z znanstvenim delom vse do svoje smrti.